# Powiat de Rybnik
 (janvier 2021).
Si vous disposez d'ouvrages ou d'articles de référence ou si vous connaissez des sites web de qualité traitant du thème abordé ici, merci de compléter l'article en donnant les références utiles à sa vérifiabilité et en les liant à la section « Notes et références ».
Pour les articles homonymes, voir Rybník.
Le powiat de Rybnik (en polonais : powiat rybnicki) est un powiat appartenant à la voïvodie de Silésie dans le sud de la Pologne.

## Division administrative
Le powiat comprend 5 communes :
- 1 commune urbaine-rurale : Czerwionka-Leszczyny ;
- 4 communes rurales : Gaszowice, Jejkowice, Lyski et Świerklany.